# Балагтасан

Франсиско Балагтас, именем которого назван жанр «балагтасан»

Балагтасан (таг. Balagtasan) — литературный жанр на Филиппинах, дебаты в стихотворной форме. Сочетает традиционные поэтические формы дупио и карагатан.
Получил название по имени филиппинского тагалоязычного поэта XIX века Франсиско Балагтаса (Бальтазара) (1788—1862), «филиппинского Шекспира», считающегося зачинателем современной филиппинской литературы на тагальском языке.

## История
Жанр получил развитие в 1920-е годы и служил средством выражения антиколониальных настроений и идей национального возрождения. 6 апреля 1924 года группа националистически настроенных писателей организовала первые поэтические дебаты в Женском институте в честь дня рождения Балагтаса (2 апреля). В дебатах на тему «Цветы нации» выступили 6 человек. Победителями стали два известных поэта того времени Усенг Батуте (Хосе Корасон Хесус) и Буласерио Кольянтес. Следующие дебаты состоялись 18 октября 1925 года на Олимпийском стадионе Манилы на тему «Филиппинская женщина: прежде и теперь».
После этого жанр быстро распространился по всей стране, и каждый поэт мечтал стать победителем. Обычно в дебатах участвуют три человека: два поэта, представляющие противоположные взгляды на проблему, и рассказчик (лакандива, если мужчина, и лаканбини, если женщина). Судит дебаты специальное жюри.
После Второй мировой войны популярность балагтасана упала. В последнее время предпринимаются попытки возродить популярность жанра. Среди поэтов, которые активно занимаются этим, можно отметить Майкла Коросу.